# 張光漢
張光漢（1522年—？），字為章，河南彰德府磁州武安縣人，民籍，明朝政治人物。

## 生平
嘉靖三十七年（1558年）戊午科河南鄉試第三十八名舉人。嘉靖三十八年（1559年）中式己未科會試第二百五十五名，二甲第二十六名進士。历官辽东兵备佥事。

## 家族
曾祖張桓，倉副使；祖父張璣，縣丞；父張儆，母李氏。具庆下。